# Lucy (Mosel·la)
Lucy és un municipi francès, situat al departament del Mosel·la i a la regió del Gran Est. L'any 2007 tenia 211 habitants.

## Demografia

### Població
El 2007 la població de fet de Lucy era de 211 persones. Hi havia 68 famílies, de les quals 16 eren unipersonals (12 homes vivint sols i 4 dones vivint soles), 12 parelles sense fills i 40 parelles amb fills.
La població ha evolucionat segons el següent gràfic:
Habitants censats

### Habitatges
El 2007 hi havia 91 habitatges, 79 eren l'habitatge principal de la família, 2 eren segones residències i 10 estaven desocupats. 83 eren cases i 8 eren apartaments. Dels 79 habitatges principals, 64 estaven ocupats pels seus propietaris, 14 estaven llogats i ocupats pels llogaters i 1 estava cedit a títol gratuït; 2 tenien dues cambres, 3 en tenien tres, 14 en tenien quatre i 60 en tenien cinc o més. 68 habitatges disposaven pel capbaix d'una plaça de pàrquing. A 21 habitatges hi havia un automòbil i a 50 n'hi havia dos o més.

### Piràmide de població
La piràmide de població per edats i sexe el 2009 era:
| Homes | Edats   | Dones |
| ----- | ------- | ----- |
| 0     | 95 o +  | 0     |
| 0     | 90 a 94 | 4     |
| 0     | 85 a 89 | 0     |
| 0     | 80 a 84 | 0     |
| 0     | 75 a 79 | 4     |
| 0     | 70 a 74 | 4     |
| 4     | 65 a 69 | 8     |
| 4     | 60 a 64 | 4     |
| 4     | 55 a 59 | 4     |
| 4     | 50 a 54 | 4     |
| 12    | 45 a 49 | 12    |
| 4     | 40 a 44 | 8     |
| 4     | 35 a 39 | 4     |
| 12    | 30 a 34 | 16    |
| 4     | 25 a 29 | 4     |
| 4     | 20 a 24 | 0     |
| 8     | 15 a 19 | 8     |
| 8     | 10 a 14 | 12    |
| 4     | 5 a 9   | 4     |
| 8     | 0 a 4   | 0     |

## Economia
El 2007 la població en edat de treballar era de 151 persones, 116 eren actives i 35 eren inactives. De les 116 persones actives 105 estaven ocupades (63 homes i 42 dones) i 11 estaven aturades (4 homes i 7 dones). De les 35 persones inactives 11 estaven jubilades, 7 estaven estudiant i 17 estaven classificades com a «altres inactius».

### Ingressos
El 2009 a Lucy hi havia 79 unitats fiscals que integraven 209,5 persones, la mediana anual d'ingressos fiscals per persona era de 19.126 €.

### Activitats econòmiques
Dels 6 establiments que hi havia el 2007, 1 era d'una empresa extractiva, 1 d'una empresa de fabricació d'altres productes industrials, 2 d'empreses de construcció, 1 d'una empresa de serveis i 1 d'una entitat de l'administració pública.
Els 2 serveis als particulars que hi havia el 2009 eren electricistes.
L'any 2000 a Lucy hi havia 7 explotacions agrícoles que ocupaven un total de 680 hectàrees.

## Equipaments sanitaris i escolars
El 2009 hi havia una escola elemental integrada dins d'un grup escolar amb les comunes properes formant una escola dispersa.

## Poblacions més properes
El següent diagrama mostra les poblacions més properes.